# Christopher Trimmel
Christopher Trimmel (Oberpullendorf, 24 febbraio 1987) è un calciatore austriaco, difensore e capitano dell'Union Berlino.

## Statistiche

### Presenze e reti nei club
Statistiche aggiornate al 25 ottobre 2023.
| Stagione             | Squadra              | Campionato           | Campionato | Campionato | Coppe nazionali | Coppe nazionali | Coppe nazionali | Coppe continentali | Coppe continentali | Coppe continentali | Altre coppe | Altre coppe | Altre coppe | Totale | Totale | Totale |
| Stagione             | Squadra              | Comp                 | Pres       | Reti       | Comp            | Pres            | Reti            | Comp               | Pres               | Reti               | Comp        | Pres        | Reti        | Pres   | Reti   |        |
| -------------------- | -------------------- | -------------------- | ---------- | ---------- | --------------- | --------------- | --------------- | ------------------ | ------------------ | ------------------ | ----------- | ----------- | ----------- | ------ | ------ | ------ |
| 2008-2009            | Rapid Vienna II      | RL                   | 26         | 10         | -               | -               | -               | -                  | -                  | -                  | -           | -           | -           | 26     | 10     |        |
| 2008-2009            | Rapid Vienna         | BL                   | 5          | 0          | CA              | 4               | 0               | -                  | -                  | -                  | -           | -           | -           | 9      | 0      |        |
| 2009-2010            | Rapid Vienna         | BL                   | 24         | 5          | CA              | 3               | 1               | UEL                | 8                  | 2                  | -           | -           | -           | 35     | 8      |        |
| 2010-2011            | Rapid Vienna         | BL                   | 28         | 1          | CA              | 4               | 0               | UEL                | 10                 | 2                  | -           | -           | -           | 42     | 3      |        |
| 2011-2012            | Rapid Vienna         | BL                   | 27         | 4          | CA              | 1               | 0               | -                  | -                  | -                  | -           | -           | -           | 28     | 4      |        |
| 2012-2013            | Rapid Vienna         | BL                   | 31         | 4          | CA              | 4               | 0               | UEL                | 9                  | 0                  | -           | -           | -           | 44     | 4      |        |
| 2013-2014            | Rapid Vienna         | BL                   | 34         | 4          | CA              | 1               | 0               | UEL                | 10                 | 1                  | -           | -           | -           | 45     | 5      |        |
| Totale Rapid Vienna  | Totale Rapid Vienna  | Totale Rapid Vienna  | 149        | 18         |                 | 17              | 1               |                    | 37                 | 5                  |             | -           | -           | 203    | 24     |        |
| 2014-2015            | Union Berlino        | 2B                   | 29         | 0          | CG              | 1               | 0               | -                  | -                  | -                  | -           | -           | -           | 30     | 0      |        |
| 2015-2016            | Union Berlino        | 2BL                  | 26         | 1          | CG              | 1               | 0               | -                  | -                  | -                  | -           | -           | -           | 27     | 1      |        |
| 2016-2017            | Union Berlino        | 2BL                  | 33         | 0          | CG              | 2               | 0               | -                  | -                  | -                  | -           | -           | -           | 35     | 0      |        |
| 2017-2018            | Union Berlino        | 2BL                  | 32         | 1          | CG              | 2               | 0               | -                  | -                  | -                  | -           | -           | -           | 34     | 1      |        |
| 2018-2019            | Union Berlino        | 2BL                  | 32+1       | 0          | CG              | 2               | 0               | -                  | -                  | -                  | -           | -           | -           | 35     | 0      |        |
| 2019-2020            | Union Berlino        | BL                   | 32         | 0          | CG              | 3               | 0               | -                  | -                  | -                  | -           | -           | -           | 35     | 0      |        |
| 2020-2021            | Union Berlino        | BL                   | 31         | 1          | CG              | 2               | 0               | -                  | -                  | -                  | -           | -           | -           | 33     | 1      |        |
| 2021-2022            | Union Berlino        | BL                   | 25         | 2          | CG              | 5               | 0               | UECL               | 7                  | 1                  | -           | -           | -           | 37     | 3      |        |
| 2022-2023            | Union Berlino        | BL                   | 25         | 0          | CG              | 2               | 0               | UEL                | 9                  | 0                  | -           | -           | -           | 36     | 0      |        |
| 2023-2024            | Union Berlino        | BL                   | 6          | 0          | CG              | 1               | 0               | UCL                | 1                  | 0                  | -           | -           | -           | 8      | 0      |        |
| Totale Union Berlino | Totale Union Berlino | Totale Union Berlino | 271+1      | 5          |                 | 21              | 0               |                    | 17                 | 1                  |             | -           | -           | 310    | 6      |        |
| Totale carriera      | Totale carriera      | Totale carriera      | 447        | 33         |                 | 38              | 1               |                    | 54                 | 6                  |             | -           | -           | 544    | 40     |        |

### Cronologia presenze e reti in nazionale
| Cronologia completa delle presenze e delle reti in nazionale ― Austria | Cronologia completa delle presenze e delle reti in nazionale ― Austria | Cronologia completa delle presenze e delle reti in nazionale ― Austria | Cronologia completa delle presenze e delle reti in nazionale ― Austria | Cronologia completa delle presenze e delle reti in nazionale ― Austria | Cronologia completa delle presenze e delle reti in nazionale ― Austria | Cronologia completa delle presenze e delle reti in nazionale ― Austria | Cronologia completa delle presenze e delle reti in nazionale ― Austria |
| Data                                                                   | Città                                                                  | In casa                                                                | Risultato                                                              | Ospiti                                                                 | Competizione                                                           | Reti                                                                   | Note                                                                   |
| ---------------------------------------------------------------------- | ---------------------------------------------------------------------- | ---------------------------------------------------------------------- | ---------------------------------------------------------------------- | ---------------------------------------------------------------------- | ---------------------------------------------------------------------- | ---------------------------------------------------------------------- | ---------------------------------------------------------------------- |
| 12-8-2009                                                              | Klagenfurt                                                             | Austria                                                                | 0 – 2                                                                  | Camerun                                                                | Amichevole                                                             | -                                                                      | 67’                                                                    |
| 9-9-2009                                                               | Bucarest                                                               | Romania                                                                | 1 – 1                                                                  | Austria                                                                | Qual. Mondiali 2010                                                    | -                                                                      | 62’                                                                    |
| 3-3-2010                                                               | Vienna                                                                 | Austria                                                                | 2 – 1                                                                  | Danimarca                                                              | Amichevole                                                             | -                                                                      | 89’                                                                    |
| 10-10-2019                                                             | Vienna                                                                 | Austria                                                                | 3 – 1                                                                  | Israele                                                                | Qual. Euro 2020                                                        | -                                                                      | 63’                                                                    |
| 13-10-2019                                                             | Lubiana                                                                | Slovenia                                                               | 0 – 1                                                                  | Austria                                                                | Qual. Euro 2020                                                        | -                                                                      | 88’                                                                    |
| 16-11-2019                                                             | Vienna                                                                 | Austria                                                                | 2 – 1                                                                  | Macedonia del Nord                                                     | Qual. Euro 2020                                                        | -                                                                      | 79’                                                                    |
| 19-11-2019                                                             | Riga                                                                   | Lettonia                                                               | 1 – 0                                                                  | Austria                                                                | Qual. Euro 2020                                                        | -                                                                      |                                                                        |
| 7-10-2020                                                              | Klagenfurt am Wörthersee                                               | Austria                                                                | 2 – 1                                                                  | Grecia                                                                 | Amichevole                                                             | -                                                                      | 46’                                                                    |
| 11-10-2020                                                             | Belfast                                                                | Irlanda del Nord                                                       | 0 – 1                                                                  | Austria                                                                | UEFA Nations League 2020-2021 - 1º turno                               | -                                                                      | 73’                                                                    |
| 11-11-2020                                                             | Lussemburgo                                                            | Lussemburgo                                                            | 0 – 3                                                                  | Austria                                                                | Amichevole                                                             | -                                                                      |                                                                        |
| 28-3-2021                                                              | Vienna                                                                 | Austria                                                                | 3 – 1                                                                  | Fær Øer                                                                | Qual. Mondiali 2022                                                    | -                                                                      | 76’                                                                    |
| 2-6-2021                                                               | Middlesbrough                                                          | Inghilterra                                                            | 1 – 0                                                                  | Austria                                                                | Amichevole                                                             | -                                                                      | 81’                                                                    |
| 6-6-2021                                                               | Vienna                                                                 | Austria                                                                | 0 – 0                                                                  | Slovacchia                                                             | Amichevole                                                             | -                                                                      | 78’                                                                    |
| 26-6-2021                                                              | Londra                                                                 | Italia                                                                 | 2 – 1 dts                                                              | Austria                                                                | Euro 2020 - Ottavi di finale                                           | -                                                                      | 114’                                                                   |
| 1-9-2021                                                               | Chișinău                                                               | Moldavia                                                               | 0 – 2                                                                  | Austria                                                                | Qual. Mondiali 2022                                                    | -                                                                      |                                                                        |
| 7-9-2021                                                               | Vienna                                                                 | Austria                                                                | 0 – 1                                                                  | Scozia                                                                 | Qual. Mondiali 2022                                                    | -                                                                      |                                                                        |
| 9-10-2021                                                              | Tórshavn                                                               | Fær Øer                                                                | 0 – 2                                                                  | Austria                                                                | Qual. Mondiali 2022                                                    | -                                                                      |                                                                        |
| 12-10-2021                                                             | Copenaghen                                                             | Danimarca                                                              | 1 – 0                                                                  | Austria                                                                | Qual. Mondiali 2022                                                    | -                                                                      | 47’                                                                    |
| 12-11-2021                                                             | Klagenfurt am Wörthersee                                               | Austria                                                                | 4 – 2                                                                  | Israele                                                                | Qual. Mondiali 2022                                                    | -                                                                      |                                                                        |
| 15-11-2021                                                             | Klagenfurt am Wörthersee                                               | Austria                                                                | 4 – 1                                                                  | Moldavia                                                               | Qual. Mondiali 2022                                                    | 1                                                                      |                                                                        |
| 3-6-2022                                                               | Osijek                                                                 | Croazia                                                                | 0 – 3                                                                  | Austria                                                                | UEFA Nations League 2022-2023 - 1º turno                               | -                                                                      | 46’                                                                    |
| 6-6-2022                                                               | Vienna                                                                 | Austria                                                                | 1 – 2                                                                  | Danimarca                                                              | UEFA Nations League 2022-2023 - 1º turno                               | -                                                                      |                                                                        |
| 13-6-2022                                                              | Copenaghen                                                             | Danimarca                                                              | 2 – 0                                                                  | Austria                                                                | UEFA Nations League 2022-2023 - 1º turno                               | -                                                                      |                                                                        |
| 22-9-2022                                                              | Saint-Denis                                                            | Francia                                                                | 2 – 0                                                                  | Austria                                                                | UEFA Nations League 2022-2023 - 1º turno                               | -                                                                      |                                                                        |
| 25-9-2022                                                              | Vienna                                                                 | Austria                                                                | 1 – 3                                                                  | Croazia                                                                | UEFA Nations League 2022-2023 - 1º turno                               | -                                                                      | 62’                                                                    |
| Totale                                                                 |                                                                        | Presenze                                                               | 25                                                                     |                                                                        | Reti                                                                   | 1                                                                      |                                                                        |